# Cristian Pușcaș
Cristian Pușcaș (n. 9 noiembrie 1970, Reșița) a fost un jucător român de fotbal.A jucat pe postul de atacant pentru echipele:
- CSM Reșița (1987-1993)
- Dinamo București (1993-1995)
- UTA Arad (1994-1995)
- CSM Reșița (1995-1996)
- Jiul Petroșani (1996-1997)
- Steaua București (1996-1997)
- Politehnica Iași (1997-1999)
- Oțelul Galați (2000-2001)
- ASA Târgu-Mureș (2001-2003)
- Auxerre Lugoj (2004-2005)